# Rosa farreri
Rosa farreri là loài thực vật có hoa trong họ Hoa hồng. Loài này được Cox miêu tả khoa học đầu tiên năm 1930.